# Casa Melcior
Casa Melcior és un edifici de Lleida protegit com a bé cultural d'interès local.

## Descripció
Edifici d'habitatges en cantonera, de planta baixa, esglaonada en dos nivells, i quatre plantes. Tractament del parament pla a la façana que presideix la plaça de Sant Francesc. Els ràfecs delimiten baixos i cobertura. A l'interior, la planta d'entresol dels baixos és alliberada per pilars de foneria. Fusteria, vidrieres i forges típicament modernistes. Estucat de pedra i rajola de València.

## Història
Encomanada pel senyor Josep Melcior. Hi ha els originals en vegetal, però el projecte està firmat per l'arquitecte J. Pujol i Brull. A la façana hi figura el nom d'en Morera. Sembla, doncs, obra seva i la firma podria ésser una qüestió d'incompatibilitats.